# Murtojärvi (sjö i Finland, Norra Österbotten)
Murtojärvi är en sjö i Finland. Den ligger i kommunen Haapajärvi i landskapet Norra Österbotten, i den centrala delen av landet, 400 km norr om huvudstaden Helsingfors. Murtojärvi ligger 129,8 meter över havet. Arean är 33,2 hektar och strandlinjen är 4,04 kilometer lång. Sjön  ingår i Kalajoki älvs huvudavrinningsområde.   Den ligger vid sjön Lehtosenjärvi. I omgivningarna runt Murtojärvi växer i huvudsak blandskog.